# Jakub Sedláček
Jakub Sedláček (Trencsén, 1998. március 9. –) szlovák utánpótlás-válogatott labdarúgó, a Nitra játékosa.

## Pályafutása

### Klubcsapatokban
Sedláček a szlovák FK Železiarne Podbrezová csapatában mutatkozott be a szlovák élvonalban 2018. március 10-én a Zlaté Moravce ellen. 2019-ben a klub kölcsönadta a szlovák másodosztályú FK Pohronie csapatának, mellyel 2019-ben bajnokságot nyert, így a csapat feljutott az élvonalba. 2020 januárjában szerződtette őt a magyar élvonalbeli Újpest FC. 2021. február 20-án aláírt a Partizán Bardejov csapatához. Augusztusban a Nitra csapatához igazolt.

### Válogatott
2018. január 9-én pályára lépett a szlovák U20-as válogatottban egy Görögország elleni barátságos mérkőzésen.

## Sikerei, díjai
FK Pohronie
- II. Liga bajnok: 2018–19